# Milionia basalis
Milionia basalis ist ein in Asien vorkommender Schmetterling (Nachtfalter) aus der Familie der Spanner (Geometridae).

## Merkmale

### Falter
Die Falter erreichen eine Flügelspannweite von 50 bis 56 Millimetern. Zwischen den Geschlechtern besteht farblich kein Unterschied. Die Grundfarbe der Flügel ist schwarz. Auf der Vorderflügeloberseite hebt sich die Diskalregion goldgelb, orangefarben oder rotorange deutlich ab. Die Basalregion schimmert je nach Lichteinfall zuweilen strahlenförmig metallisch blau. Die Submarginalregion auf der Hinterflügeloberseite ist ebenfalls goldgelb, orange oder rotorange gefärbt und von einer Reihe schwarzer, ovaler Flecke durchzogen. Thorax und Abdomen sind seidig schwarz behaart und schimmern zuweilen metallisch bläulich.

### Ei
Das Ei hat eine ovale Form, ist an der Basis leicht abgeflacht und zeigt eine schwach erhabene netzartige Schalenstruktur. Frisch abgelegte Eier haben eine grünliche Farbe, die sich kurz vor dem Schlüpfen der Raupen rot verfärben.

### Raupe
Die Raupen haben eine schwarze Farbe und sind über die gesamte Körperoberfläche mit einer dichten weißen, gitterartigen Zeichnung sowie einigen dünnen grauen Härchen überzogen. Die schwarzen Stigmen heben sich aus dem orangefarbenen Seitenstreifen ab. Die Kopfkapsel, das Analsegment sowie die Füße sind ebenfalls orangefarben.

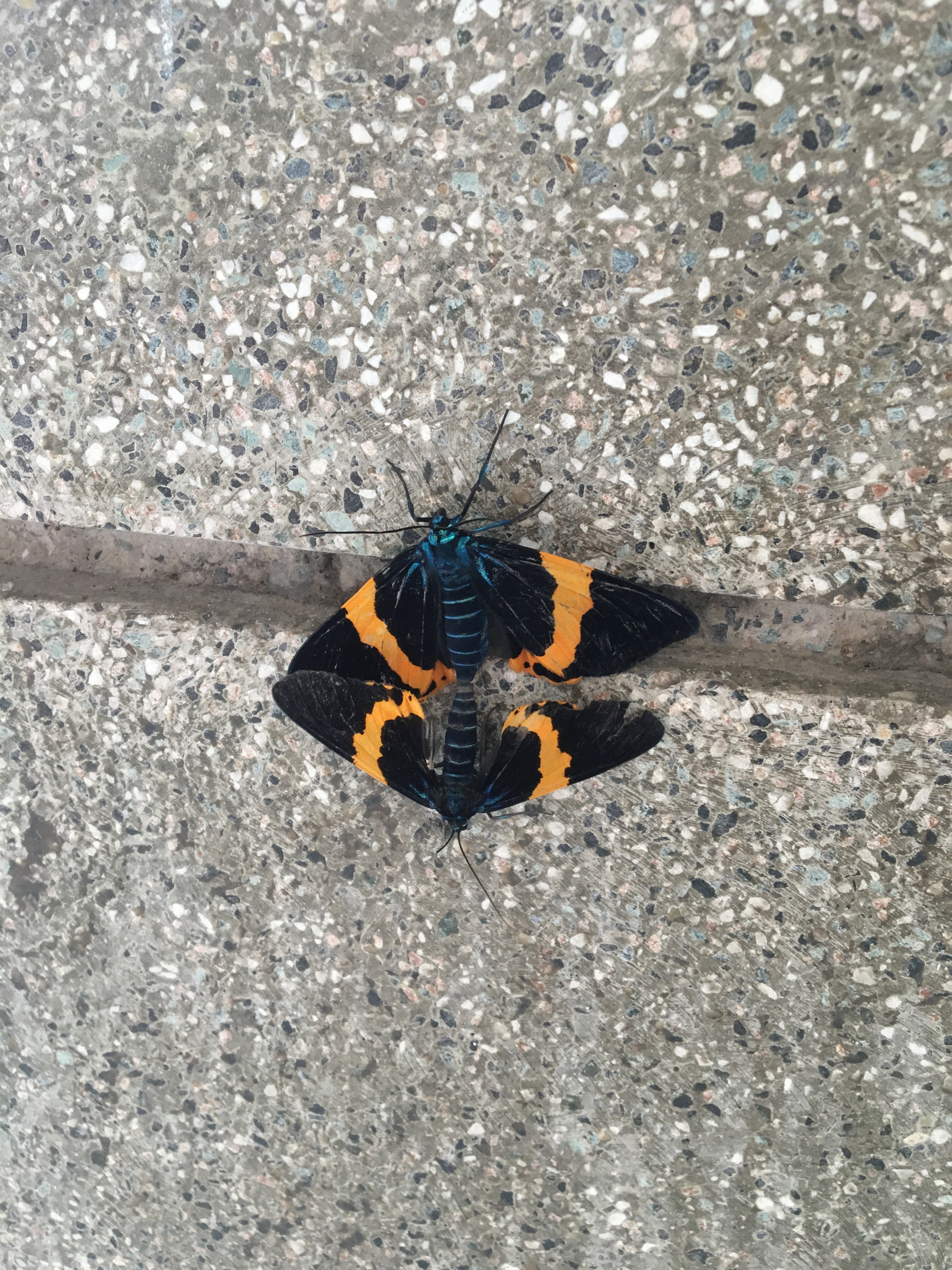
Kopula
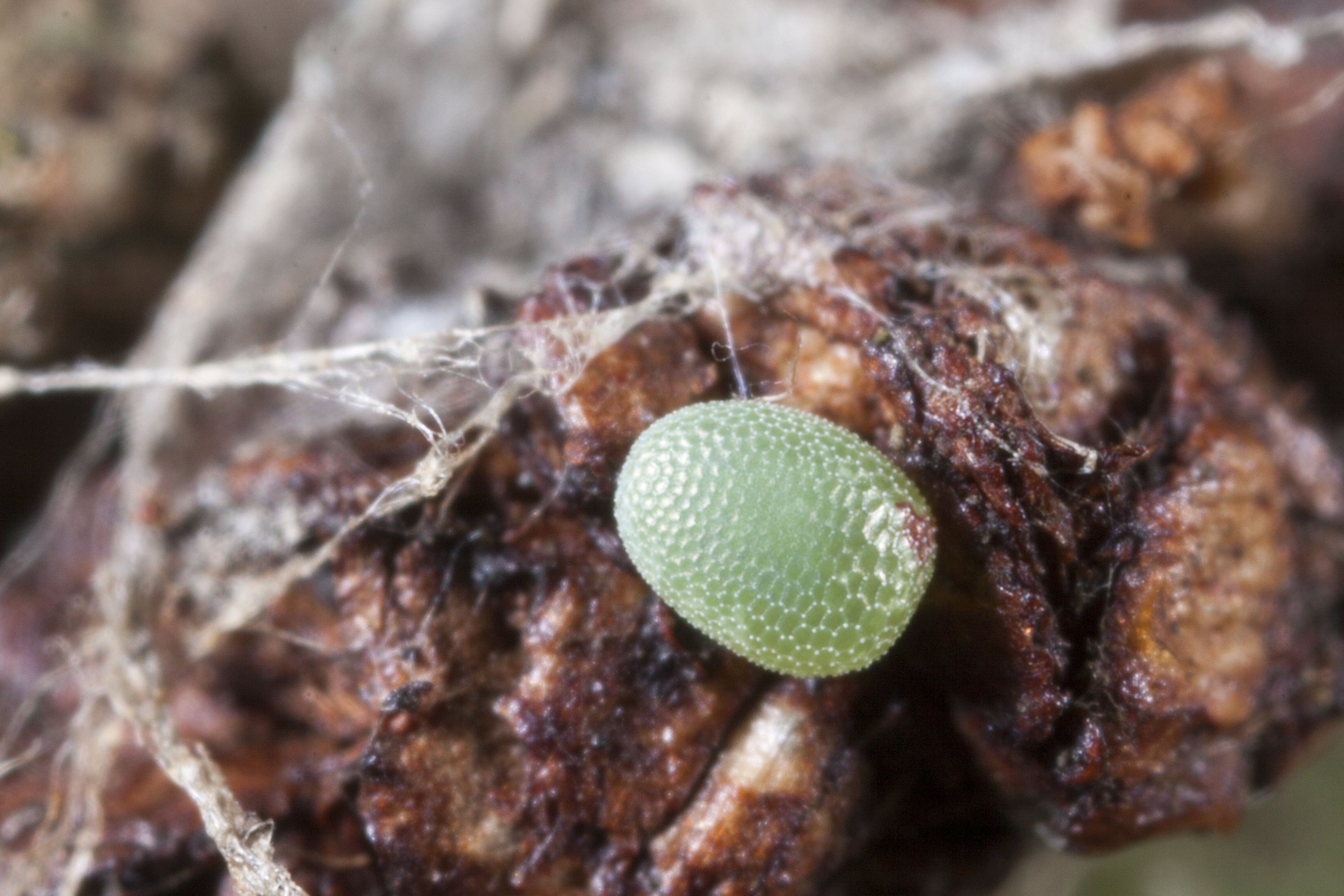
Frisch abgelegtes Ei
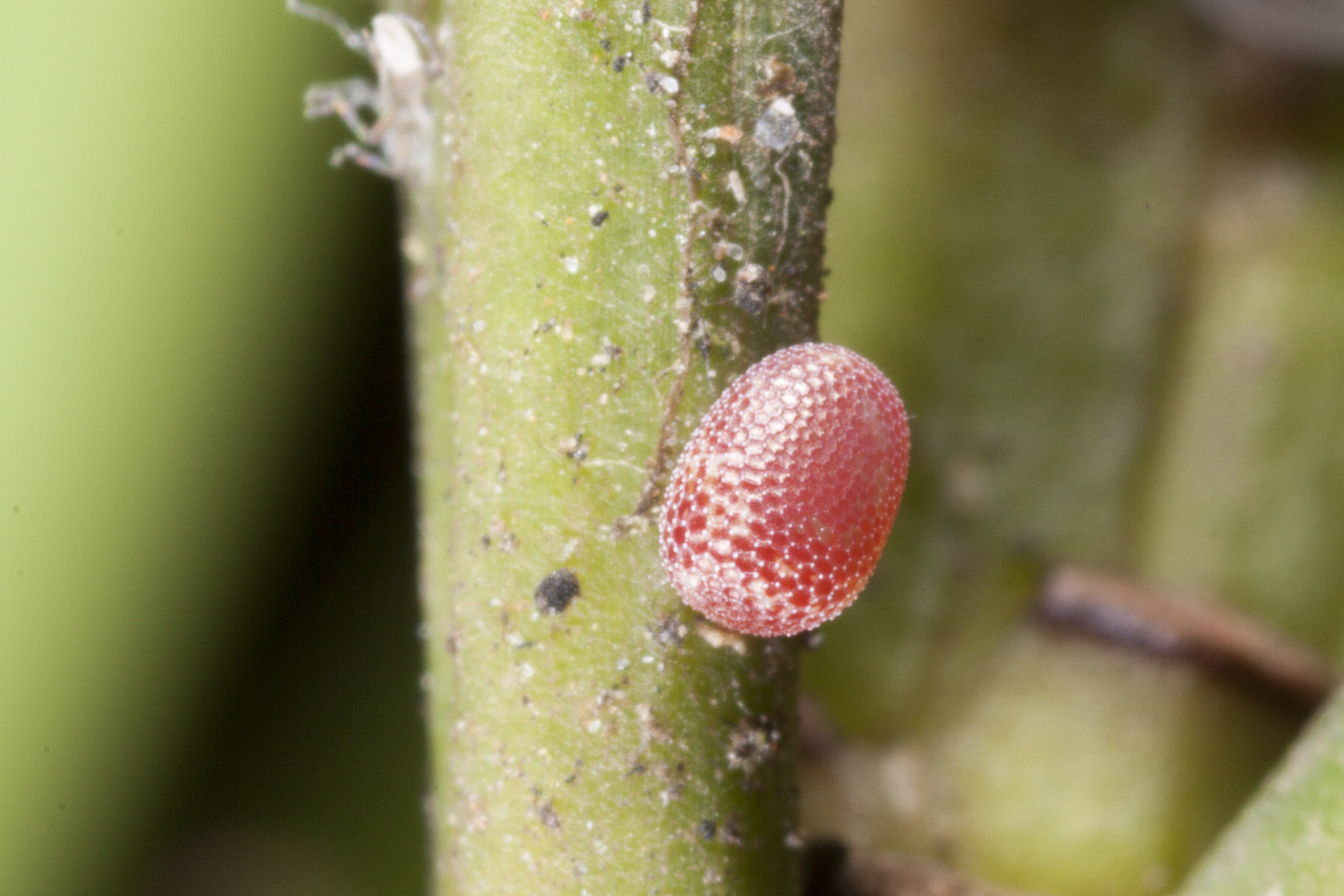
Ei kurz vor dem Schlüpfen der Raupe
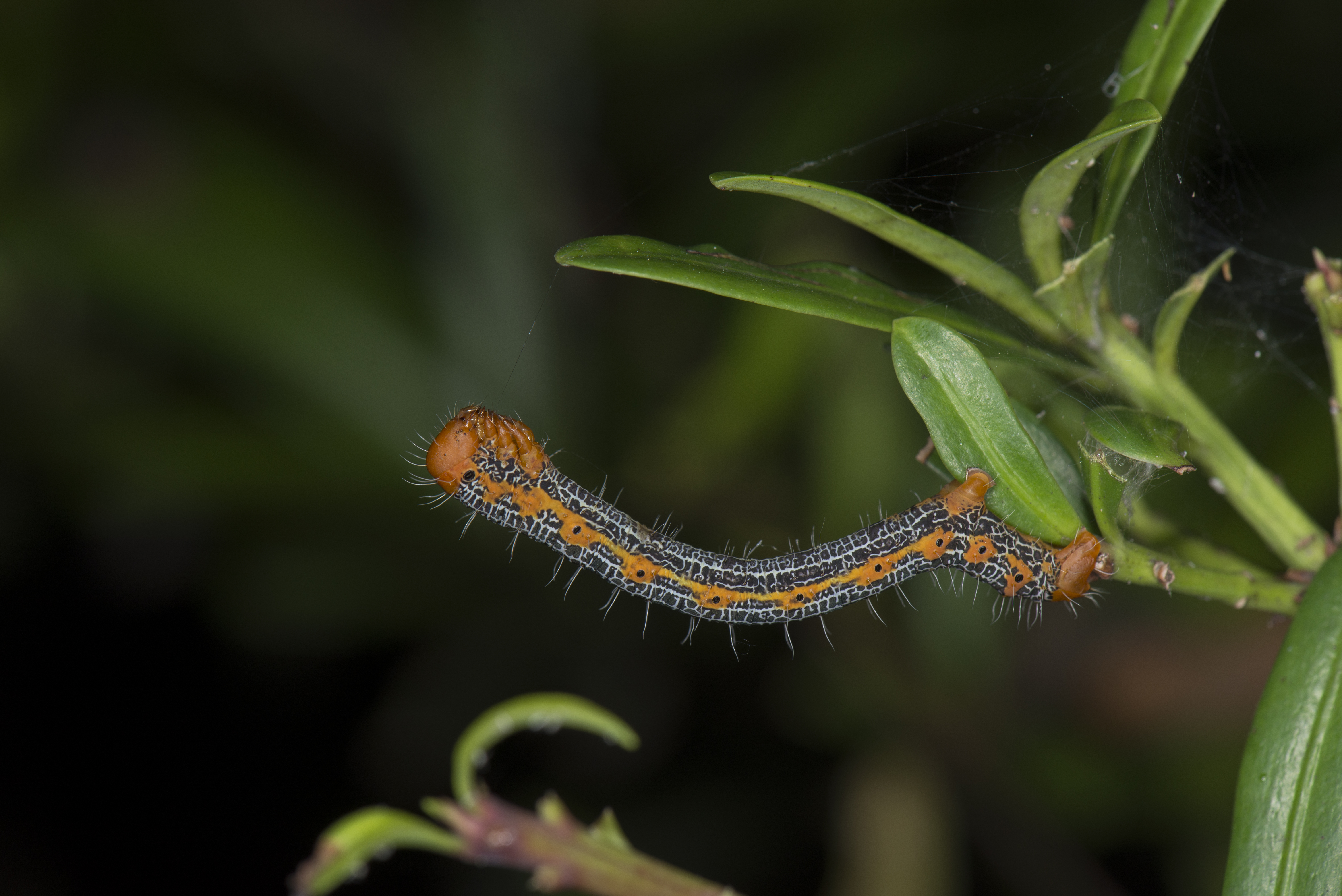
Raupe
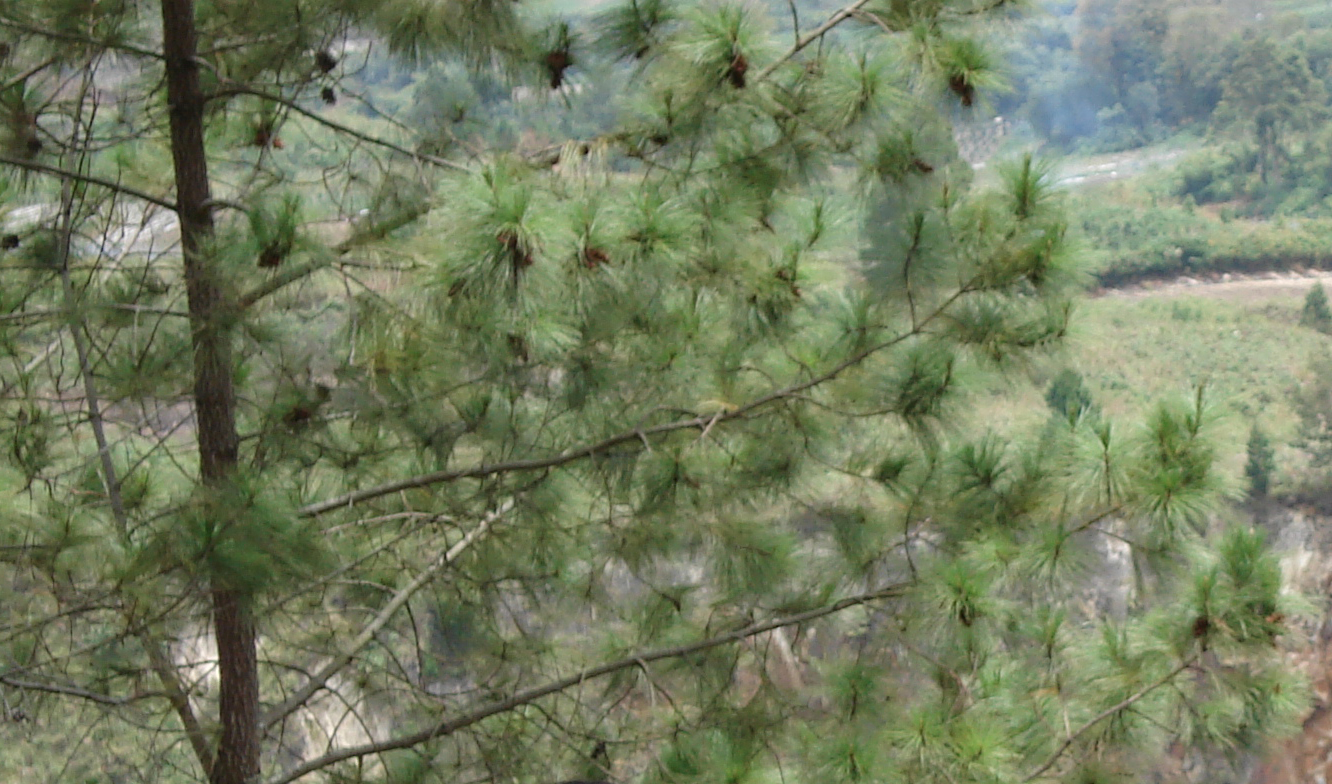
Pinus merkusii, die Raupennahrungspflanze auf Sumatra

## Verbreitung und Lebensraum
Milionia basalis kommt im nordöstlichen Himalaya-Vorland, in Indonesien, Malaysia, Myanmar, Thailand, Vietnam, im Südosten Chinas sowie in Japan und auf Taiwan vor. Hauptlebensraum sind bergige Nadelwälder. Die Art wurde noch in Höhen von über 1600 Metern nachgewiesen. Neben der Nominatform Milionia basalis basalis sind folgende Unterarten bekannt:
- Milionia basalis guentheri Butler, 1881 (Sumatra)
- Milionia basalis pyrozonis Butler, 1882 (Malaysia, Myanmar)
- Milionia basalis sharpei Butler, 1886 (Borneo)

## Lebensweise
Die Falter sind überwiegend tagaktiv erscheinen jedoch auch nachts an künstlichen Lichtquellen. Die Raupen ernähren sich von den Nadeln von Harzeiben (Dacrydium) oder Steineiben (Podocarpus). Mit der Nahrung nehmen sie auch Giftstoffe auf und werden dadurch von Fressfeinden gemieden. In China wurde die Großblättrige Steineibe (Podocarpus macrophyllus) als Nahrungspflanze ermittelt. Dort wurden auch phylogenetische Untersuchungen durchgeführt sowie eine Mitochondriale DNA erstellt. Auf Sumatra bevorzugen die Raupen die Merkus-Kiefer (Pinus merkusii), an der sie jahrweise sehr schädlich auftreten.

## Synonyme
- Milionia zonea  Moore, 1872
- Milionia latifasciata  Butler, 1881
- Milionia butleri Druce, 1882
- Milionia pryeri Druce, 1888
- Milionia ochracea Thierry-Mieg, 1907